# Kucerivka, Znameanka
Kucerivka (în ucraineană Кучерівка) este un sat în comuna Bohdanivka din raionul Znameanka, regiunea Kirovohrad, Ucraina.

## Demografie
Componența lingvistică a localității Kucerivka
     Ucraineană (100%)
Conform recensământului din 2001, toată populația localității Kucerivka era vorbitoare de ucraineană (100%).